# Набережне (Бердянський район)
Набережне — селище в Україні, у Приморській міській громаді Бердянського району Запорізької області. Населення становить 115 осіб.
Селище тимчасово окуповане російськими військами 24 лютого 2022 року.

## Географія
Селище Набережне розміщене на березі Обитічної затоки в місці впадання в неї річки Солона, на відстані 2,5 км від села Преслав.

## Історія
У селі розташований зруйнований будинок княгині С. М. Глібовой (до шлюбу Трубецької ). 
12 червня 2020 року, відповідно до розпорядження Кабінету Міністрів України № 713-р «Про визначення адміністративних центрів та затвердження територій територіальних громад Запорізької області», увійшло до складу Приморської міської громади. 
19 липня 2020 року, в результаті адміністративно-територіальної реформи та ліквідації  Приморського району увійшло до складу Бердянського району.